# Ziyadat Allah III
Vous pouvez aider à l'améliorer ou bien discuter des problèmes sur sa page de discussion.
- Certaines informations devraient être mieux reliées aux sources mentionnées dans la bibliographie ou les liens externes. Améliorez sa vérifiabilité en les associant par des références. (Marqué depuis février 2025)
- Son texte doit être wikifié : il ne correspond pas à la mise en forme Wikipédia (style, typographie, liens internes, liens entre les wikis, etc.). (Marqué depuis février 2025)
- Les conventions bibliographiques ne sont pas respectées. La bibliographie et les liens externes sont à corriger. (Marqué depuis février 2025)
- Il n’est pas rédigé dans un style encyclopédique. (Marqué depuis février 2025)
- La traduction doit être revue. Le contenu est difficilement compréhensible à cause d’erreurs de traduction, peut-être dues à l’utilisation d’un logiciel de traduction automatique. (Marqué depuis février 2025)

Abu Mudhar Ziyadat Allah III ( arabe : أبو مدر زياد الله الثالث ) (mort entre 911 et 916) était le onzième et dernier émir des Aghlabides d'Ifriqiya (903-909).

## Biographie
Il accède au pouvoir après l'assassinat de son père Abdullah II le 27 juillet 903. Il fait immédiatement exécuter tous ses frères et oncles pour éliminer d'éventuels rivaux. Si ce massacre assure sa position à court terme, la dynastie des Aghlabides perd tout le prestige qui lui restait aux yeux du peuple.
Les sources fatimides ultérieures dépeignent Ziyadat Allah sous un jour extrêmement négatif, affirmant qu'il avait orchestré le meurtre de son père et le décrivant comme un dirigeant décadent et indigne. Parmi ses indulgences figurent la consommation d'alcool et le fait de cacher des coussins péteurs (faits de vessies d'animaux gonflées) pour que des invités sans méfiance puissent s'y asseoir, ce qui amusait énormément Ziyadat Allah et ses amis. Les sources fatimides affirment que le comportement honteux et sans scrupules de Ziyadat Allah a poussé ses sujets à se ranger du côté de l'État proto-fatimide dirigé par le missionnaire Abu Abdallah al-Shi'i, dont la piété et l'ascétisme sont dépeints de manière positive.
Abu Abdallah al -Shi'i profita de l'instabilité qui suivit l'accession au trône de Ziyadat Allah pour prendre la ville de Sétif en octobre- novembre 904. En 905, une force aghlabide fut envoyée à l'ouest, vers le territoire de Kutama, pour rétablir l'ordre, mais elle fut prise en embuscade et mise en déroute par les cavaliers de Kutama un jour après avoir quitté Constantine. Une autre campagne était prévue pour 906, mais en mars, les troupes aghlabides se mutinèrent à Kairouan, où elles libérèrent tous les prisonniers des prisons de la ville. Abu Abdallah al-Shi'i passa alors à l'offensive, capturant les villes de Tubna et de Bilizma. Alors qu'Ibn Idhari affirme que les deux villes tombèrent à la fin de Dhu al-Hijjah en 293 AH, Mohamed Talbi place la date de la reddition de Bilizma au milieu de 294 AH, soit au printemps de 907 CE.
En 907, Ziyadat Allah avait commencé à envisager sérieusement la possibilité d'une invasion de l'Ifriqiya centrale par les Kutama : il avait quitté Tunis pour s'installer dans la cité palatiale de Raqqada (près de Kairouan), qu'il avait fortifiée avec un mur de terre battue et de briques d'argile crue. Au début de 907, une force aghlabide marcha une fois de plus contre Abu Abdallah, suivant la voie romaine du sud à travers la ville fortement fortifiée de Baghaya. Cette fois, cependant, ils pénétrèrent profondément dans le territoire des Kutama. Les troupes aghlabides, renforcées par des volontaires berbères des montagnes de l'Aurès, détruisirent le bastion montagneux de Dar Malul, mais lorsqu'elles rencontrèrent une bande de cavalerie des Kutama, elles paniquèrent et se retirèrent à Baghaya, où elles prirent une position défensive. Avec ses murs de pierre de 1 172 mètres de long et ses 25 tours, construits en 539 sous le gouverneur de Justinien Salomon et encore partiellement debout aujourd'hui, Baghaya était considérée comme pratiquement impénétrable. Cependant, en mai ou juin 907, certains notables locaux qui s'étaient secrètement alliés à Abu Abdallah ouvrirent les portes de la ville à ses forces, et ils prirent la ville sans combattre.
La chute d'un bastion aussi important que Baghaya déclencha la panique à la cour des Aghlabides de Raqqada. Le vizir de Ziyadat Allah, Ibn al-Sa'igh, conseilla de fuir en Égypte, et Ziyadat Allah acheta rapidement cinq cents chameaux en prévision de cette attaque. Mais il changea bientôt d'avis et fit lire une proclamation officielle dans toutes les mosquées de l'Ifriqiya aghlabide – un discours de propagande. Ce discours minimisait les pertes des Aghlabides au combat, affirmant que Ziyadat Allah dirigerait en personne une armée pour vaincre les « corrupteurs de la religion ». Au même moment, une lettre circula, supposée émaner du calife abbasside al-Muktafi et promettant d'envoyer de l'aide, tout en enjoignant les habitants de l'Ifriqiya à soutenir Ziyadat Allah « contre les ennemis de Dieu ». Dans le même temps, Ziyadat Allah leva une armée de volontaires, distribuant personnellement des pièces d'or aux volontaires assis sur son trône sous le pavillon de parade (qubbat al-arḍ), bien que beaucoup soient simplement partis après avoir été payés.
Ziyadat Allah ne prit cependant pas le commandement de cette armée, qui se rassembla à al-Aribus à la fin du mois d'octobre 907. Cette tâche fut confiée au prince Ibrahim ibn al-Aghlab, qui reçut l'ordre de rester à al-Aribus, sur la voie romaine du nord, tandis que Ziyadat Allah retournait à Tunis. Ils s'attendaient à ce qu'Abou Abdallah s'approche par cette route lorsqu'ils attaqueraient inévitablement Kairouan. Mais Abou Abdallah arriva du sud, capturant plusieurs villes au début de 908 et forçant les Aghlabides sous Ibrahim à marcher vers le sud. Les deux armées se rencontrèrent à Dar Madyan, un endroit qui se trouvait probablement entre Sbeitla et Kasserine, et livrèrent une bataille indécise. Ibrahim retourna à al-Aribus, tandis qu'Abou Abdallah et les Kutama continuèrent vers l'est, capturant Qastiliya (la région autour du Chott el-Djerid) avant de se retirer.
La bataille finale décisive eut lieu à al-Aribus le samedi 18 mars 909. Les combats durèrent jusqu'à la prière de l'asr (fin d'après-midi), lorsqu'une unité de 575 guerriers Kutamas, ayant contourné le champ de bataille dans le lit d'un profond ruisseau, attaqua l'armée aghlabide par le flanc. L'armée aghlabide prit alors la fuite. Son commandant, Ibrahim ibn Abi al-Aghlab, repartit vers Kairouan avec ce qui restait de son armée. Le lendemain, dimanche 19 mars, al-Aribus proposa une reddition sans conditions aux Kutama, qui massacrèrent alors ses habitants et pillèrent la ville.
La nouvelle de la défaite parvint à Raqqada le jour même. Ziyadat Allah prépara immédiatement sa fuite, faisant charger vêtements, bijoux, armes, meubles et argent sur des chameaux, tandis qu'un millier de gardes du corps saqaliba cachaient 1 000 dinars chacun dans leurs ceintures au cas où la caravane de chameaux serait attaquée. L'émir ordonna plusieurs exécutions de dernière minute de prisonniers importants ; il fit également brûler le bureau des finances (dīwān al-kharāj) ainsi que tous les documents qu'il contenait. Après le coucher du soleil, Ziyadat Allah s'enfuit avec plusieurs de ses courtisans à la lueur des torches vers Qalshana, au sud de Kairouan et première étape sur la route vers l'Égypte. Une exception notable fut le vizir Ibn al-Sa'igh, que Ziyadat Allah soupçonnait de négocier secrètement avec Abu Abdallah ; Ibn al-Sa'igh partit plutôt pour Sousse, où il prévoyait de prendre ensuite un bateau pour la Sicile. Lors du départ chaotique de Raqqada, un groupe de serviteurs avec 30 chameaux chargés d'argent suivit Ibn Sa'igh par erreur ; l'argent finit par être confisqué par Abu Abdallah à Sousse.
Ziyadat lui-même réussit à s'échapper vers le Proche-Orient, mais ne parvint pas à obtenir l'aide des Abbassides pour reconquérir son émirat. Il mourut entre 911 et 916.

## Sources
- Heinz Halm (trad. Allemand par Michael Bonner). Leyde), L'Empire du Mahdi : la montée des Fatimides, EJ Brill., 1996 (ISBN 90-04-10056-3), p. 107–121.
- Hamid Haji, Fondation de l'État fatimide : l'essor d'un ancien empire islamique (Institut d'études ismaéliennes Textes et traductions ismaéliens) (www.pdfdrive.com . [PDF]).

- (en) Cet article est partiellement ou en totalité issu de l’article de Wikipédia en anglais intitulé « Ziyadat Allah III of Ifriqiya » (voir la liste des auteurs).